# وزارة السياحة (إسرائيل)
وزارة السياحة الإسرائيلية، هي الوزارة الحكومية المسئولة عن تطوير وتسويق السياحة في إسرائيل.

## وجهات وزارة السياحة
وزارة السياحة مسئولة عن ترويج وتسويق الحركة السياحية إلى إسرائيل، وتشرف على الخدمات السياحية: الفنادق، والنزل وبيوت الضيافة، وهي مسئولة عن تدريب القوى العاملة والترخيص للأفراد والكيانات التجارية العاملة في هذه الصناعة. كما تقوم بتنسيق جمع ونشر البيانات الإحصائية في دراسة حركة السياحة إلى إسرائيل وداخلها، بغرض الدراسة واستخلاص استنتاجات استراتيجية، وذلك بالنظر إلى السياحة باعتبارها فرعًا اقتصادياً رئيسياً في إسرائيل؛ ومصدراً رئيسياً لها. مصدر مهم للدخل من العملات الأجنبية.
وتعرض وزارة السياحة أهدافها الرئيسية على النحو التالي:
1. تخطيط وتطوير وصيانة البنى التحتية على أساس إقليمي وموضوعي.
2. تسويق السياحة الوافدة إلى إسرائيل لجمهور مستهدف وفي بلدان مختارة في الخارج.
3. - توسيع نطاق السياحة الداخلية.
4. تصميم وتحسين المنتج السياحي.
5. تدريب العاملين في مجال السياحة.
6. - تشجيع وجذب الاستثمارات السياحية.
7. زيادة وتقوية العلاقة مع السائحين.
8. تطوير صناعة السياحة الريفية في إسرائيل.

وتعتبر وزارة السياحة وزارة اقتصادية، أي أن من أهدافها "توسيع نطاق النشاط الاقتصادي في الاقتصاد". وبحسب موقع وزارة السياحة، فإن دخل السياحة الوافدة بلغ نحو 23 مليار شيكل خلال العام 2019. وبحسب دائرة الإحصاء المركزية، بلغت إيرادات السياحة عام 2018 نحو 7.2 مليار دولار، منها نحو 6.1 مليار دولار جاءت من السياحة الوافدة.

## أنشطة الوزارة
يتركز النشاط التسويقي الرئيسي للوزارة في مجال السياحة الوافدة، أي تشجيع وصول السياح إلى إسرائيل. ولهذا الغرض، تدير الوزارة مكاتب في جميع أنحاء العالم، خاصةً في المدن الكبرى في المناطق التي توجد فيها إمكانات كبيرة للسياحة إلى إسرائيل. وتعمل هذه المكاتب في توزيع المعلومات والمواد الإعلانية عن إسرائيل، وعقد الندوات والجولات الدراسية لصناع القرار والصحافة والعلاقات العامة، ومساعدة شركات السياحة الكبرى في تلك البلدان على تسويق إسرائيل في عروضها. كما تشارك وزارة السياحة بانتظام في المعارض السياحية الدولية الرئيسية في العالم، وتكون مسئولة عن تشغيل "جناح إسرائيل" فيها.
وبصورة أقل، تتعامل وزارة السياحة أيضاً مع السياحة الداخلية - أي السياحة والترفيه للإسرائيليين في إسرائيل. هدفها في هذا المجال هو تشجيع الإسرائيليين قدر الإمكان على تفضيل السياحة في إسرائيل على السفر إلى الخارج، وذلك لغرض مساعدة ميزان مدفوعات دولة إسرائيل، والتنمية الاقتصادية لمناطق البلاد من خلال السياحة. والدعم الإضافي للبنية التحتية السياحية التي تم إنشاؤها للسياحة الوافدة ولكنها لا تعمل بكامل طاقتها.
وفي مجال السياحة الخارجية، أي سفر الإسرائيليين إلى الخارج، تم تقليص أنشطة مكتب الإشراف والترخيص للشركات العاملة في هذه الصناعة، ولم يعد يشارك في تشجيع أو المساعدة في تسويقها. ومع ذلك، تجري الوزارة بشكل دوري محادثات مع وزارات السياحة في الدول الأخرى حول التعاون في مجال السياحة المتبادلة بين الدول، والتي عادة ما تكون ذات طبيعة إعلانية أكثر منها عملية.
وتقوم الوزارة بتشغيل شركة السياحة الحكومية كذراع تنفيذي. تقوم الشركة بتطوير البنى التحتية السياحية ومساعدة رواد الأعمال في إقامة مشاريع سياحية في جميع أنحاء البلاد.
تقوم وزارة السياحة بتحويل المنح إلى المشاريع السياحية في جميع أنحاء إسرائيل.

## تاريخ
في عام 1936، تم تعيين الدكتور فيرنر سيناتور مسئولاً عن قسم السياحة في الوكالة اليهودية ، والذي يتمثل دوره في تطوير السياحة إلى أرض إسرائيل. مع قيام دولة إسرائيل، قام الدكتور فيرنر بلوخ، الذي كان آنذاك رئيساً لمكتب السياحة بالوكالة، وتم تعيينه رئيساً لقسم السياحة في مكتب الهجرة. في البداية، عملت الإدارة على إيجاد أماكن إقامة للسياح، وذلك جزئياً عن طريق إقناع الجيش بالتخلي عن الفنادق التي احتلها وتشجيع الأفراد على إيواء السياح في منازلهم. في عامها الأول، قامت الدائرة بتشغيل ثلاثة مكاتب استخباراتية في القدس، وتل أبيب وحيفا، وكذلك في ميناء حيفا ومطار اللد. وفي 1 مارس 1952، بالتزامن إلغاء وزارة استيعاب المهاجرين، تم نقل إدارة السياحة إلى وزارة التجارة والصناعة  وأصبح يسمى "مركز السياحة". تم توسيع المركز وتم إنشاء مجلس استشاري سياحي، لكن ظهرت شكاوى من أن صلاحيات المركز كانت محدودة.
وفي عام 1955، أوصت لجنة برئاسة مدير مكتب رئيس الوزراء تيدي كوليك بنقل المركز السياحي إلى مسئولية مكتب رئيس الوزراء وإنشاء الشركة الحكومية للسياحة. وكان يرأس الشركة تيدي كوليك، وتقوم الشركة بتنسيق أنشطة تطوير البنية التحتية السياحية في إسرائيل. وفي أكتوبر 1964، وفي ظل تزايد السياحة، قبلت الحكومة التوصية بتعيين وزيراً لشئون السياحة. في البداية، عُرض على تيدي كوليك المنصب، ولكن تم تعيين أكيفا جوبرين كوشير، مما مهد الطريق لإنشاء وزارة السياحة ولاقى ترحيباً من قِبَل الشركات العاملة في صناعة السياحة. ومع قيام حكومة إسرائيل الثالثة عشرة في نهاية عام 1965، كانت هناك نية لإلغاء وزارة السياحة وإلحاقها بوزارة أخرى، وتم تسليمها إلى موشيه كول مع وزارة التنمية. إلا أن كول اختار أن يخصص معظم وقته لوزارة السياحة ويوليها اهتماماً مكتبياً بدوام كامل.

## وزراء السياحة
| م                                                                        | صورة                                     | الاسم                                    | فصيل                                     | فصيل                                                    | فترة ولايته                              | فترة ولايته                              | فترة ولايته                              | فترة ولايته                              | حكومة                           |
| م                                                                        | صورة                                     | الاسم                                    | فصيل                                     | فصيل                                                    | بالتقويم العبري                          | بالتقويم العبري                          | بالتقويم الميلادي                        | بالتقويم الميلادي                        | حكومة                           |
| ------------------------------------------------------------------------ | ---------------------------------------- | ---------------------------------------- | ---------------------------------------- | ------------------------------------------------------- | ---------------------------------------- | ---------------------------------------- | ---------------------------------------- | ---------------------------------------- | ------------------------------- |
| 1                                                                        |                                          | عكيفا جوفرين (1902-1980)                 |                                          | ماباي                                                   | י"ז בטבת ה'תשכ"ה                         | כ' בטבת ה'תשכ"ו                          | 22 ديسمبر 1964                           | 12 يناير 1966                            | الثانية عشر                     |
| 1                                                                        | המערך הראשון ماباي                       | عكيفا جوفرين (1902-1980)                 |                                          |                                                         | י"ז בטבת ה'תשכ"ה                         | כ' בטבת ה'תשכ"ו                          | 22 ديسمبر 1964                           | 12 يناير 1966                            | الثانية عشر                     |
| 2                                                                        |                                          | موشيه كول (1911-1989)                    |                                          | ליברלים עצמאיים לא ח"כ                                  | כ' בטבת ה'תשכ"ו                          | ד' בתמוז ה'תשל"ז                         | 12 בינואר 1966                           | 20 ביוני 1977                            | השלוש עשרה                      |
| 2                                                                        | הארבע עשרה                               | موشيه كول (1911-1989)                    |                                          | ליברלים עצמאיים לא ח"כ                                  | כ' בטבת ה'תשכ"ו                          | ד' בתמוז ה'תשל"ז                         | 12 בינואר 1966                           | 20 ביוני 1977                            |                                 |
| 2                                                                        | החמש עשרה                                | موشيه كول (1911-1989)                    |                                          | ליברלים עצמאיים לא ח"כ                                  | כ' בטבת ה'תשכ"ו                          | ד' בתמוז ה'תשל"ז                         | 12 בינואר 1966                           | 20 ביוני 1977                            |                                 |
| 2                                                                        | השש עשרה                                 | موشيه كول (1911-1989)                    |                                          | ליברלים עצמאיים לא ח"כ                                  | כ' בטבת ה'תשכ"ו                          | ד' בתמוז ה'תשל"ז                         | 12 בינואר 1966                           | 20 ביוני 1977                            |                                 |
| 2                                                                        | השבע עשרה                                | موشيه كول (1911-1989)                    |                                          | ליברלים עצמאיים לא ח"כ                                  | כ' בטבת ה'תשכ"ו                          | ד' בתמוז ה'תשל"ז                         | 12 בינואר 1966                           | 20 ביוני 1977                            |                                 |
| اندمجت الوزارة مع وزارة التجارة والصناعة عام 1977، وانفصلت عنها عام 1981 |                                          |                                          |                                          |                                                         |                                          |                                          |                                          |                                          |                                 |
| 3                                                                        |                                          | أبراهام شارير (1932-2017)                |                                          | ليكود الحزب الليبرالي الإسرائيلي                        | ה' באב ה'תשמ"א                           | י"ד בטבת ה'תשמ"ט                         | 5 באוגוסט 1981                           | 22 בדצמבר 1988                           | התשע עשרה                       |
| 3                                                                        | העשרים                                   | أبراهام شارير (1932-2017)                |                                          | ليكود الحزب الليبرالي الإسرائيلي                        | ה' באב ה'תשמ"א                           | י"ד בטבת ה'תשמ"ט                         | 5 באוגוסט 1981                           | 22 בדצמבר 1988                           |                                 |
| 3                                                                        | העשרים ואחת                              | أبراهام شارير (1932-2017)                |                                          | ليكود الحزب الليبرالي الإسرائيلي                        | ה' באב ה'תשמ"א                           | י"ד בטבת ה'תשמ"ט                         | 5 באוגוסט 1981                           | 22 בדצמבר 1988                           |                                 |
| 3                                                                        | העשרים ושתיים                            | أبراهام شارير (1932-2017)                |                                          | ليكود الحزب الليبرالي الإسرائيلي                        | ה' באב ה'תשמ"א                           | י"ד בטבת ה'תשמ"ט                         | 5 באוגוסט 1981                           | 22 בדצמבר 1988                           |                                 |
| 4                                                                        |                                          | جدعون بات (1933-2020)                    | ليكود                                    | י"ד בטבת ה'תשמ"ט                                        | י"ב בתמוז ה'תשנ"ב                        | 22 בדצמבר 1988                           | 13 ביולי 1992                            | حكومة إسرائيل الثالثة والعشرون           |                                 |
| 4                                                                        | העשרים וארבע                             | جدعون بات (1933-2020)                    | ليكود                                    | י"ד בטבת ה'תשמ"ט                                        | י"ב בתמוז ה'תשנ"ב                        | 22 בדצמבר 1988                           | 13 ביולי 1992                            |                                          |                                 |
| 5                                                                        |                                          | عوزي برعام (1937-)                       |                                          | حزب العمل الإسرائيلي                                    | י"ב בתמוז ה'תשנ"ב                        | א' בתמוז ה'תשנ"ו                         | 13 ביולי 1992                            | 18 ביוני 1996                            | העשרים וחמש                     |
| 5                                                                        | העשרים ושש                               | عوزي برعام (1937-)                       |                                          | حزب العمل الإسرائيلي                                    | י"ב בתמוז ה'תשנ"ב                        | א' בתמוז ה'תשנ"ו                         | 13 ביולי 1992                            | 18 ביוני 1996                            |                                 |
| 6                                                                        |                                          | סגן רה"מ موشيه كتساف (1945-)             |                                          | הליכוד-גשר-צומת ليكود                                   | א' בתמוז ה'תשנ"ו                         | כ"ב בתמוז ה'תשנ"ט                        | 18 ביוני 1996                            | 6 ביולי 1999                             | حكومة إسرائيل السابعة والعشرون  |
| מילוי מקום על-ידי ראש הממשלה إيهود باراك                                 | מילוי מקום על-ידי ראש הממשלה إيهود باراك | מילוי מקום על-ידי ראש הממשלה إيهود باراك | מילוי מקום על-ידי ראש הממשלה إيهود باراك | מילוי מקום על-ידי ראש הממשלה إيهود باراك                | מילוי מקום על-ידי ראש הממשלה إيهود باراك | מילוי מקום על-ידי ראש הממשלה إيهود باراك | מילוי מקום על-ידי ראש הממשלה إيهود باراك | מילוי מקום על-ידי ראש הממשלה إيهود باراك | حكومة إسرائيل الثامنة والعشرون  |
| 7                                                                        |                                          | أمنون ليبكين شاحاك (1944-2012)           |                                          | מפלגת המרכז                                             | כ"ג באב ה'תשנ"ט                          | י"ב באדר ה'תשס"א                         | 5 באוגוסט 1999                           | 7 במרץ 2001                              | حكومة إسرائيل الثامنة والعشرون  |
| 8                                                                        |                                          | رحبعام زئيفي (1926-2001)                 |                                          | איחוד לאומי-ישראל ביתנו <small id="mwAVg">מולדת</small> | י"ב באדר ה'תשס"א                         | ל' בתשרי ה'תשס"ב اغتيال رحبعام زئيفي     | 7 במרץ 2001                              | 17 באוקטובר 2001 اغتيال رحبعام زئيفي     | حكومة إسرائيل التاسعة والعشرون  |
| 9                                                                        |                                          | بنيامين إلون (1954-2017)                 | י"ד בחשוון ה'תשס"ב                       | איחוד לאומי-ישראל ביתנו <small id="mwAVg">מולדת</small> | א' בניסן ה'תשס"ב                         | 31 באוקטובר 2001                         | 14 במרץ 2002                             |                                          | حكومة إسرائيل التاسعة والعشرون  |
| 10                                                                       |                                          | ראש הממשלה أرئيل شارون (1928-2014)       |                                          | ليكود                                                   | א' בניסן ה'תשס"ב                         | י"ב בתשרי ה'תשס"ג                        | 14 במרץ 2002                             | 18 בספטמבר 2002                          | حكومة إسرائيل التاسعة والعشرون  |
| 11                                                                       |                                          | إسحاق ليفي (1947-)                       |                                          | مفدال                                                   | י"ב בתשרי ה'תשס"ג                        | כ"ו באדר א' ה'תשס"ג                      | 18 בספטמבר 2002                          | 28 בפברואר 2003                          | حكومة إسرائيل التاسعة والعشرون  |
| (9)                                                                      |                                          | بنيامين إلون (1954-2017)                 |                                          | האיחוד הלאומי                                           | כ"ו באדר א' ה'תשס"ג                      | י"ז בסיוון ה'תשס"ד                       | 28 בפברואר 2003                          | 6 ביוני 2004                             | حكومة إسرائيل الثلاثون          |
| מילוי מקום על-ידי השר جدعون عزرا                                         |                                          |                                          |                                          |                                                         |                                          |                                          |                                          |                                          | حكومة إسرائيل الثلاثون          |
| 12                                                                       |                                          | جدعون عزرا (1937-2012)                   |                                          | ليكود                                                   | י"ד באלול ה'תשס"ד                        | כ"ט בטבת ה'תשס"ה                         | 31 באוגוסט 2004                          | 10 בינואר 2005                           | حكومة إسرائيل الثلاثون          |
| 13                                                                       |                                          | أفراهام هيرشسون (1941-2022)              |                                          | كاديما                                                  | כ"ט בטבת ה'תשס"ה                         | ו' באייר ה'תשס"ו                         | 10 בינואר 2005                           | 4 במאי 2006                              | حكومة إسرائيل الثلاثون          |
| 14                                                                       |                                          | إسحاق هرتسوغ (1960-)                     |                                          | עבודה-מימד حزب العمل الإسرائيلي                         | ו' באייר ה'תשס"ו                         | ב' בניסן ה'תשס"ז                         | 4 במאי 2006                              | 21 במרץ 2007                             | حكومة إسرائيل الحادية والثلاثون |
| 15                                                                       |                                          | يتزاك أهارونوفيتش (1950-)                |                                          | حزب إسرائيل بيتنا                                       | ב' בניסן ה'תשס"ז                         | י"א בשבט ה'תשס"ח                         | 21 במרץ 2007                             | 18 בינואר 2008                           | حكومة إسرائيل الحادية والثلاثون |
| מילוי מקום על-ידי ראש הממשלה إيهود أولمرت                                |                                          |                                          |                                          |                                                         |                                          |                                          |                                          |                                          | حكومة إسرائيل الحادية والثلاثون |
| 16                                                                       |                                          | روهاما أفراهام (1964-)                   |                                          | كاديما                                                  | י"א בתמוז ה'תשס"ח                        | ו' בניסן ה'תשס"ט                         | 14 ביולי 2008                            | 31 במרץ 2009                             | حكومة إسرائيل الحادية والثلاثون |
| 17                                                                       |                                          | ستيس ميسجنيكوف (1969-)                   |                                          | حزب إسرائيل بيتنا                                       | ו' בניסן ה'תשס"ט                         | ז' בניסן ה'תשע"ג                         | 31 במרץ 2009                             | 18 במרץ 2013                             | השלושים ושתיים                  |
| 18                                                                       |                                          | أوزي لاندو (1943-)                       |                                          | הליכוד - ישראל ביתנו حزب إسرائيل بيتنا                  | ז' בניסן ה'תשע"ג                         | כ"ה באייר ה'תשע"ה                        | 18 במרץ 2013                             | 14 במאי 2015                             | حكومة إسرائيل الثالثة والثلاثون |
| 18                                                                       | حزب إسرائيل بيتنا                        | أوزي لاندو (1943-)                       |                                          |                                                         | ז' בניסן ה'תשע"ג                         | כ"ה באייר ה'תשע"ה                        | 18 במרץ 2013                             | 14 במאי 2015                             | حكومة إسرائيل الثالثة والثلاثون |
| 19                                                                       |                                          | ياريف ليفين (1969-)                      |                                          | ليكود                                                   | כ"ה באייר ה'תשע"ה                        | כ"ג באייר ה'תש"ף                         | 14 במאי 2015                             | 17 במאי 2020                             | حكومة إسرائيل الرابعة والثلاثون |
| 20                                                                       |                                          | عساف زمير (1980-)                        |                                          | أزرق أبيض חוסן לישראל                                   | כ"ג באייר ה'תש"ף                         | י"ח בתשרי ה'תשפ"א                        | 17 במאי 2020                             | 6 באוקטובר 2020                          | حكومة إسرائيل الخامسة والثلاثون |
| 21                                                                       |                                          | أوريت فركاش هكوهين (1970-)               | כ"ז בתשרי ה'תשפ"א                        | أزرق أبيض חוסן לישראל                                   | ד' התמוז ה'תשפ"א                         | 14 באוקטובר 2020                         | 13 ביוני 2021                            |                                          | حكومة إسرائيل الخامسة والثلاثون |
| 22                                                                       |                                          | يوئيل رازفوزوف (1980-)                   |                                          | هناك مستقبل                                             | ד' התמוז ה'תשפ"א                         | ה' בטבת ה'תשפ"ג                          | 13 ביוני 2021                            | 29 בדצמבר 2022                           | حكومة إسرائيل السادسة والثلاثون |
| 23                                                                       |                                          | حاييم كاتس (1947-)                       |                                          | ليكود                                                   | ה' בטבת ה'תשפ"ג                          | מכהן                                     | 29 בדצמבר 2022                           | מכהן                                     | حكومة إسرائيل السابعة والثلاثون |

### نواب وزير السياحة
| صورة                          | اسم                    | بداية المدة    | نهاية الفصل الدراسي | نائب وزير | فصيل | فصيل                       | حكومة                         |
| ----------------------------- | ---------------------- | -------------- | ------------------- | --------- | ---- | -------------------------- | ----------------------------- |
|                               | يهودا شعري (1920-1997) | 22 ديسمبر 1969 | 10 مارس 1974        | موشيه كول |      | الحزب الليبرالي الإسرائيلي | الحكومة الرابعة عشرة لإسرائيل |
| الحكومة الخامسة عشرة لإسرائيل | يهودا شعري (1920-1997) | 22 ديسمبر 1969 | 10 مارس 1974        | موشيه كول |      | الحزب الليبرالي الإسرائيلي |                               |